# فريد دوسنبرغ
فريدريك صموئيل دوسنبرغ (Frederick Samuel Duesenberg) (6 ديسمبر 1876 - 26 يوليو 1932) كان أحد رواد صناعة السيارات الأميركيين، ومصمم ومُصنع ورياضي سيارات. ولد فريد دوسنبرغ في ليب، ألمانيا وهاجر إلى الولايات المتحدة مع عائلته عندما كان في الثامنة من عمره. استقروا في روكفورد، ولاية ايوا.

## روابط خارجية
- Duesenberg History and Photos[وصلة مكسورة]
- Frederick S. Duesenberg at فايند اغريف